# انا ماکاروا
انا ماکاروا (انگلیسی: Anna Makarova؛ زادهٔ ۲ آوریل ۱۹۸۴) بازیکن والیبال اهل روسیه است.
از باشگاه‌هایی که در آن بازی کرده‌  می‌توان به باشگاه والیبال زنان دینامو مسکو اشاره کرد.